# ری جون
ری جون (انگلیسی: Ray June؛ ‏ ۲۷ مارس ۱۸۹۵ – ۲۶ مهٔ ۱۹۵۸) یک فیلم‌بردار اهل ایالات متحده آمریکا بود.
وی سه بار در سال‌های ۱۹۳۱، ۱۹۳۵ و ۱۹۵۷ نامزد دریافت جایزه اسکار بهترین فیلمبرداری شد.
از جمله فیلم‌هایی که وی در ساخت آنها نقش داشته‌است، می‌توان به بسیار شیک‌پوش، ماجراهای جدید جی. روفوس والینگفورد و روابط همسر اشاره کرد.